# Kangerlussuaq
Kangerlussuaq (zastarale Kangerlugssuak, dánsky Søndre Strømfjord nebo Sondrestrom) je město v kraji Qeqqata v Grónsku. Se svými 514 obyvateli v roce 2016 je to třetí největší město kraje Qeqqata, sedmnácté největší město Grónska a nejmenší sídlo s uznaným statutem města v Grónsku (pro získání statutu města musí mít sídlo více než 500 obyvatel). Je známý především díky svému letišti.

## Historie
Oblast nebyla kvůli své poloze nikdy osídlena starými inuitskými kulturami.
Kangerlussuaq byl založen 7. října 1941 za druhé světové války armádou USA jako vojenská stanice s názvem Bluie West-8. V roce 1950 se dostala stanice pod kontrolu Dánska, které založilo u základny osadu s názvem Søndre Strømfjord (dnešní Kangerlussuaq), ale dne 27. dubna 1951 si USA stanici Bluie West-8 koupilo a přejmenovalo ji na Sondrestorm Air Base. Dne 30. září 1992 USA základnu opustilo a současná osada byla přejmenována podle Gróňanů na Kangerlussuaq (název znamená velký fjord).

## Geografie
Kangerlussuaq je nejvzdálenější od moře ze všech grónských osad, nejkratší cesta k moři je dlouhá asi 124 km (dalšími velmi vzdálené osady od moře jsou Narsarsuaq (asi 88 km) a Kapisillit (asi 74 km)), není ale vnitrozemský, má přístup k moři díky stejnojmennému fjordu, na jehož konci leží (cesta přes fjord k moři je dlouhá asi 176 km).
Kangerlussuaq se nachází asi 22 km od grónského ledovce, ke kterému vede cesta sjízdná terénními vozidly.
Kangerlussuaq se nachází asi 50 km severně od severního polárního kruhu.

## Doprava

### Vzduch
Kangerlussuaq je známý především díky svému letišti, které jako jedno ze dvou letišť v Grónsku (spolu s letištěm Narsarsuaq) zvládne velká letadla, jako například letadla Boeing 747. Je z něho možné letět do Aasiaatu, Ilulissatu, Maniitsoqu, Narsarsuaqu, Ittoqqortoormiitu a Sisimiutu. Je z něho možné letět také do Kodaně v Dánsku a Reykjavíku na Islandu.

### Silnice
Kangerlussuaq má největší dopravní síť silnic v Grónsku (přičemž nejsou počítány ulice ve městě).
Nejdelší silnice vede z města přes pohoří Isunngua ke grónskému ledovci. Tato silnice je použita především pro turistické účely.
Byly návrhy na zavedení 170 km dlouhé silnice, spojující Sisimiut s Kangerlussuaqem. Náklady na výstavbu silnice byly uvedeny na 250 až 500 milionů DKK, přičemž záleželo na kvalitě silnice, takže byly plány zamítnuty. Bylo také prokázáno, že doba jízdy by byla delší než doba letu, ale jsou návrhy na přemístění hlavního letiště do Nuuku, přičemž by bylo letiště Kangerlussuaq zrušeno pro mezinárodní účely a sloužilo by pouze městu Kangerlussuaq.

## Počet obyvatel
Na začátku devadesátých let počet obyvatel prudce klesnul po likvidaci vojenské stanice. Od poloviny dekády opět pozvolna stoupal.